# Paul John Knowles
Paul John Knowles (ur. 25 kwietnia 1946 w Orlando, zm. 18 grudnia 1974 w Georgii) – amerykański seryjny morderca, zwany The Casanova Killer (ten sam pseudonim nosił inny seryjny morderca, Glen Edward Rogers). Między lipcem a listopadem 1974 zamordował co najmniej 18 osób.

## Zbrodnie
Od 19-stego roku życia Knowles był znany policji, głównie z powodu włamań i kradzieży. 26 lipca 1974 włamał się do domu 65-letniej Alice Curtis w Jacksonville. W trakcie włamania zaatakował kobietę, którą udusił. Od tamtej pory przemieszczał się pomiędzy stanami, próbując ukryć się przed policją. W tym czasie dopuszczał się kolejnych kradzieży i morderstw. Knowles głównie zabijał autostopowiczki lub mieszkańców domów, do których się włamywał. Ofiary najczęściej dusił, kobiety dodatkowo gwałcił. 

## Aresztowanie
Knowles został zatrzymany przez myśliwego po tym, gdy próbował pieszo uciec przed policyjną obławą. Został oskarżony o zabicie przypadkowego kierowcy i policjanta. Krótko po aresztowaniu, Knowles wraz z dwoma funkcjonariuszami udał się na miejsce zbrodni w celu odnalezienia broni użytej do zastrzelenia mężczyzn. W trakcie transportu zdołał zdjąć kajdanki i zaatakować policjanta kierującego radiowozem. Drugi śledczy oddał strzał w klatkę piersiową przestępcy, zabijając go na miejscu.

## Ofiary
1. Alice Curtis (65 l.) – 26 lipca 1974.
2. Ima Sanders (13 l.) – 1 sierpnia 1974.
3. Marjorie Howie (49 l.) – 2 sierpnia 1974.
4. Kathie Pierce (24 l.) – 23 sierpnia 1974.
5. William Bates (32 l.) – 3 września 1974.
6. Emmet Johnson (62 l.) – 18 września 1974.
7. Lois Johnson (59 l.) – 18 września 1974.
8. Ebon Hicks (42 l.) – 22 września 1974.
9. Ann Dawson (49 l.) – 29 września 1974.
10. Karen Wine (35 l.) – 16 października 1974.
11. Dawn Wine (16 l.) – 16 października 1974.
12. Doris Hosey (53 l.) – 18 października 1974.
13. Edward Hillard (23 l.) – 2 listopada 1974.
14. Debbie Griffin (20 l.) – 2 listopada 1974.
15. Carswell Carr (45 l.) – 6 listopada 1974.
16. Amanda Carr (15 l.) – 6 listopada 1974.
17. Charles Campbell (35 l.) – 16 listopada 1974.
18. James Meyer (29 l.) – 16 listopada 1974.